# Tupaia tana
La tupaya grande de Borneo (Tupaia tana) es una especie de mamífero placentario del orden Scandentia, familia de los tupaidos. Es originaria de Brunéi, Indonesia y Malasia.

## Descripción física
La tupaya grande de Borneo pesa de media unos 198 gramos y tiene una longitud de 22 centímetros. Su hocico es alargado, más que en cualquier otra especie de tupaya. Los ojos son grandes y carecen de pestañas, y no tiene pelo en las orejas. Son de color marrón oscuro en su parte dorsal y de color rojizo-anaranjado en el vientre. Tiene unas franjas de color amarillo sobre los hombros y una franja de color negro recorre el dorso. La cola es espesa y bastante corta en comparación con la longitud del resto del cuerpo y en comparación con las colas de otras tupayas.  El color de la cola varía entre naranja, amarillo y rojo, dependiendo de la ubicación geográfica. Como la mayoría de los mamíferos del orden Scandentia, posee unas garras alargadas que utiliza para trepar a los árboles y cavar. Los dientes caninos están bien desarrollados , pero en general no tienen una dentadura especializada. Los machos y las hembras son similares en aspecto y tamaño. Tiene una longevidad de 10 a 14 años en estado salvaje.

## Hábitat
La tupaya grande de Borneo es más terrestre de todas las especies de tupaya. Viven gran parte de su vida en los árboles de las selvas tropicales y bosques de zonas pantanosas pero pasan la mayor parte del tiempo en el suelo del bosque, que es la ubicación principal de su alimento. Se han encontrado viviendo hasta en altitudes de 1.000 metros sobre el nivel del mar, pero la mayoría viven las tierras bajas de las selvas y bosques tropicales.

## Reproducción
La tupaya grande de Borneo es monógama, aunque suelen ser más flexibles que otras especies de tupayas.  Los machos inician el ritual de apareamiento y por lo general suele ser con la hembra con la cual ellos comparten la mayor parte del territorio. La madurez sexual tanto para hembras como para machos suele ser al año edad, aunque en algunas ocasiones puede ser antes. La temporada de mayor reproducción va de agosto a noviembre. Construyen nidos esféricos con trozos de madera y hojas y suelen estar en el suelo o en pequeños arbustos o troncos podridos entre 0,2 y 8 metros de altura. Tienen un promedio de 2 crías por camada, que son destetados entre los 25 a 33 días después de nacer.